# Hernán Pérez
Hernán Arsenio Pérez González (Ñemby, 25 febbraio 1989) è un calciatore paraguaiano con passaporto italiano, centrocampista dell'Al-Ahli Doha.

## Carriera

### Club
Debutta con la prima squadra del Villarreal il 14 aprile 2011, nel ritorno dei quarti di finale dell'Europa League 2010-2011, Twente-Villarreal (1-3).

### Nazionale
Nel 2010 debutta con la Nazionale paraguaiana.

## Palmarès

### Club
- Campionato greco: 1

Olympiakos: 2013-2014

### Individuale
- Capocannoniere del Sudamericano Under-20: 1

Venezuela 2009 (5 gol)